# Nikolai Chernykh
Nikolai Stepanovich Chernykh (Николай Степанович Черных) (Usman', 6 de outubro de 1931 — 26 de maio de 2004) foi um astrônomo russo.

## Biografia
Chernykh nasceu na cidade de Usman' no Oblast de Voronezh. Especializou-se em astrometria e em dinâmica de pequenos corpos do sistema solar e trabalhou no Observatório Astrofísico da Criméia na Ucrânia a partir de 1963.
Descobriu vários cometas, incluindo os cometas periódicos 74P/Smirnova-Chernykh e 101P/Chernykh.
Também descobriu um grande número de asteroides, incluindo 2867 Šteins e o asteroide troiano 2207 Antenor.
Chernykh trabalhou com sua esposa e colega Lyudmila Ivanovna Chernykh (Людмила Ивановна Черных).
O asteroide 2325 Chernykh recebeu o seu nome em sua homenagem.

## Asteróides descobertos
| Asteróide             | Data                    | Observação           |
| --------------------- | ----------------------- | -------------------- |
| 1796 Riga             | 16 de maio de 1966      |                      |
| 1836 Komarov          | 26 de julho de 1971     |                      |
| 1907 Rudneva          | 11 de setembro de 1972  |                      |
| 1908 Pobeda           | 11 de setembro de 1972  |                      |
| 2004 Lexell           | 22 de setembro de 1973  |                      |
| 2006 Polonskaya       | 22 de setembro de 1973  |                      |
| 2036 Sheragul         | 22 de setembro de 1973  |                      |
| 2113 Ehrdni           | 11 de setembro de 1972  |                      |
| 2123 Vltava           | 22 de setembro de 1973  |                      |
| 2149 Schwambraniya    | 22 de março de 1977     |                      |
| 2164 Lyalya           | 11 de setembro de 1972  |                      |
| 2178 Kazakhstania     | 11 de setembro de 1972  |                      |
| 2190 Coubertin        | 2 de abril de 1976      |                      |
| 2206 Gabrova          | 1 de abril de 1976      |                      |
| 2207 Antenor          | 19 de agosto de 1977    |                      |
| 2208 Pushkin          | 22 de agosto de 1977    |                      |
| 2222 Lermontov        | 19 de setembro de 1977  |                      |
| 2228 Soyuz-Apollo     | 19 de julho de 1977     |                      |
| 2238 Steshenko        | 11 de setembro de 1972  |                      |
| 2251 Tikhov           | 19 de setembro de 1977  |                      |
| 2254 Requiem          | 19 de agosto de 1977    |                      |
| 2269 Efremiana        | 2 de maio de 1976       |                      |
| 2286 Fesenkov         | 14 de julho de 1977     |                      |
| 2287 Kalmykia         | 22 de agosto de 1977    |                      |
| 2293 Guernica         | 13 de março de 1977     |                      |
| 2294 Andronikov       | 14 de agosto de 1977    |                      |
| 2295 Matusovskij      | 19 de agosto de 1977    |                      |
| 2297 Daghestan        | 1 de setembro de 1978   |                      |
| 2312 Duboshin         | 1 de abril de 1976      |                      |
| 2323 Zverev           | 24 de setembro de 1976  |                      |
| 2338 Bokhan           | 22 de agosto de 1977    |                      |
| 2354 Lavrov           | 9 de agosto de 1978     | com L. I. Chernykh   |
| 2361 Gogol            | 1 de abril de 1976      |                      |
| 2362 Mark Twain       | 24 de setembro de 1976  |                      |
| 2369 Chekhov          | 4 de abril de 1976      |                      |
| 2372 Proskurin        | 13 de setembro de 1977  |                      |
| 2376 Martynov         | 22 de agosto de 1977    |                      |
| 2377 Shcheglov        | 31 de agosto de 1978    |                      |
| 2388 Gase             | 13 de março de 1977     |                      |
| 2389 Dibaj            | 19 de agosto de 1977    |                      |
| 2394 Nadeev           | 22 de setembro de 1973  |                      |
| 2402 Satpaev          | 31 de julho de 1979     |                      |
| 2408 Astapovich       | 31 de agosto de 1978    |                      |
| 2416 Sharonov         | 31 de julho de 1979     |                      |
| 2420 Ciurlionis       | 3 de outubro de 1975    |                      |
| 2426 Simonov          | 26 de maio de 1976      |                      |
| 2427 Kobzar           | 20 de dezembro de 1976  |                      |
| 2428 Kamenyar         | 11 de setembro de 1977  |                      |
| 2431 Skovoroda        | 8 de agosto de 1978     |                      |
| 2439 Ulugbek          | 21 de agosto de 1977    |                      |
| 2450 Ioannisiani      | 1 de setembro de 1978   |                      |
| 2458 Veniakaverin     | 11 de setembro de 1977  |                      |
| 2473 Heyerdahl        | 12 de setembro de 1977  |                      |
| 2476 Andersen         | 2 de maio de 1976       |                      |
| 2477 Biryukov         | 14 de agosto de 1977    |                      |
| 2492 Kutuzov          | 14 de julho de 1977     |                      |
| 2497 Kulikovskij      | 14 de agosto de 1977    |                      |
| 2498 Tsesevich        | 23 de agosto de 1977    |                      |
| 2506 Pirogov          | 26 de agosto de 1976    |                      |
| 2508 Alupka           | 13 de março de 1977     |                      |
| 2509 Chukotka         | 14 de julho de 1977     |                      |
| 2520 Novorossijsk     | 26 de agosto de 1976    |                      |
| 2529 Rockwell Kent    | 21 de agosto de 1977    |                      |
| 2553 Viljev           | 29 de março de 1979     |                      |
| 2563 Boyarchuk        | 22 de março de 1977     |                      |
| 2564 Kayala           | 19 de agosto de 1977    |                      |
| 2566 Kirghizia        | 29 de março de 1979     |                      |
| 2577 Litva            | 12 de março de 1975     |                      |
| 2579 Spartacus        | 14 de agosto de 1977    |                      |
| 2580 Smilevskia       | 18 de agosto de 1977    |                      |
| 2584 Turkmenia        | 23 de março de 1979     |                      |
| 2585 Irpedina         | 21 de julho de 1979     |                      |
| 2593 Buryatia         | 2 de abril de 1976      |                      |
| 2606 Odessa           | 1 de abril de 1976      |                      |
| 2607 Yakutia          | 14 de julho de 1977     |                      |
| 2609 Kiril-Metodi     | 9 de agosto de 1978     | com L. I. Chernykh   |
| 2610 Tuva             | 5 de setembro de 1978   |                      |
| 2625 Jack London      | 2 de maio de 1976       |                      |
| 2626 Belnika          | 8 de agosto de 1978     |                      |
| 2627 Churyumov        | 8 de agosto de 1978     |                      |
| 2644 Victor Jara      | 22 de setembro de 1973  |                      |
| 2646 Abetti           | 13 de março de 1977     |                      |
| 2656 Evenkia          | 25 de abril de 1979     |                      |
| 2657 Bashkiria        | 23 de setembro de 1979  |                      |
| 2668 Tataria          | 26 de agosto de 1976    |                      |
| 2670 Chuvashia        | 14 de agosto de 1977    |                      |
| 2671 Abkhazia         | 21 de agosto de 1977    |                      |
| 2700 Baikonur         | 20 de dezembro de 1976  |                      |
| 2701 Cherson          | 1 de setembro de 1978   |                      |
| 2703 Rodari           | 29 de março de 1979     |                      |
| 2711 Aleksandrov      | 31 de agosto de 1978    |                      |
| 2721 Vsekhsvyatskij   | 22 de setembro de 1973  |                      |
| 2722 Abalakin         | 1 de abril de 1976      |                      |
| 2723 Gorshkov         | 31 de agosto de 1978    |                      |
| 2724 Orlov            | 13 de setembro de 1978  |                      |
| 2726 Kotelnikov       | 22 de setembro de 1979  |                      |
| 2727 Paton            | 22 de setembro de 1979  |                      |
| 2728 Yatskiv          | 22 de setembro de 1979  |                      |
| 2734 Hasek            | 1 de abril de 1976      |                      |
| 2746 Hissao           | 22 de setembro de 1979  |                      |
| 2758 Cordelia         | 1 de setembro de 1978   |                      |
| 2769 Mendeleev        | 1 de abril de 1976      |                      |
| 2770 Tsvet            | 19 de setembro de 1977  |                      |
| 2776 Baikal           | 25 de setembro de 1976  |                      |
| 2777 Shukshin         | 24 de setembro de 1979  |                      |
| 2783 Chernyshevskij   | 14 de setembro de 1974  |                      |
| 2785 Sedov            | 31 de agosto de 1978    |                      |
| 2786 Grinevia         | 6 de setembro de 1978   |                      |
| 2787 Tovarishch       | 13 de setembro de 1978  |                      |
| 2792 Ponomarev        | 13 de março de 1977     |                      |
| 2793 Valdaj           | 19 de agosto de 1977    |                      |
| 2794 Kulik            | 8 de agosto de 1978     |                      |
| 2809 Vernadskij       | 31 de agosto de 1978    |                      |
| 2810 Lev Tolstoj      | 13 de setembro de 1978  |                      |
| 2832 Lada             | 6 de março de 1975      |                      |
| 2833 Radishchev       | 9 de agosto de 1978     | com L. I. Chernykh   |
| 2836 Sobolev          | 22 de dezembro de 1978  |                      |
| 2849 Shklovskij       | 1 de abril de 1976      |                      |
| 2859 Paganini         | 5 de setembro de 1978   |                      |
| 2862 Vavilov          | 15 de maio de 1977      |                      |
| 2867 Šteins           | 4 de novembro 1969      |                      |
| 2869 Nepryadva        | 7 de setembro de 1980   |                      |
| 2883 Barabashov       | 13 de setembro de 1978  |                      |
| 2887 Krinov           | 22 de agosto de 1977    |                      |
| 2910 Yoshkar-Ola      | 11 de outubro de 1980   |                      |
| 2915 Moskvina         | 22 de agosto de 1977    |                      |
| 2916 Voronveliya      | 8 de agosto de 1978     |                      |
| 2922 Dikan'ka         | 1 de abril de 1976      |                      |
| 2951 Perepadin        | 13 de setembro de 1977  |                      |
| 2952 Lilliputia       | 22 de setembro de 1979  |                      |
| 2953 Vysheslavia      | 24 de setembro de 1979  |                      |
| 2966 Korsunia         | 13 de março de 1977     |                      |
| 2967 Vladisvyat       | 19 de setembro de 1977  |                      |
| 2968 Iliya            | 31 de agosto de 1978    |                      |
| 2969 Mikula           | 5 de setembro de 1978   |                      |
| 2983 Poltava          | 2 de setembro de 1981   |                      |
| 2995 Taratuta         | 31 de agosto de 1978    |                      |
| 3006 Livadia          | 24 de setembro de 1979  |                      |
| 3009 Coventry         | 22 de setembro de 1973  |                      |
| 3012 Minsk            | 27 de agosto de 1979    |                      |
| 3013 Dobrovoleva      | 23 de setembro de 1979  |                      |
| 3027 Shavarsh         | 8 de agosto de 1978     |                      |
| 3038 Bernes           | 31 de agosto de 1978    |                      |
| 3053 Dresden          | 18 de agosto de 1977    |                      |
| 3054 Strugatskia      | 11 de setembro de 1977  |                      |
| 3072 Vilnius          | 5 de setembro de 1978   |                      |
| 3073 Kursk            | 24 de setembro de 1979  |                      |
| 3084 Kondratyuk       | 19 de agosto de 1977    |                      |
| 3094 Chukokkala       | 23 de março de 1979     |                      |
| 3100 Zimmerman        | 13 de março de 1977     |                      |
| 3112 Velimir          | 22 de agosto de 1977    |                      |
| 3113 Chizhevskij      | 1 de setembro de 1978   |                      |
| 3120 Dangrania        | 14 de setembro de 1979  |                      |
| 3128 Obruchev         | 23 de março de 1979     |                      |
| 3148 Grechko          | 24 de setembro de 1979  |                      |
| 3158 Anga             | 24 de setembro de 1976  |                      |
| 3170 Dzhanibekov      | 24 de setembro de 1979  |                      |
| 3186 Manuilova        | 22 de setembro de 1973  |                      |
| 3189 Penza            | 13 de setembro de 1978  |                      |
| 3191 Svanetia         | 22 de setembro de 1979  |                      |
| 3195 Fedchenko        | 8 de agosto de 1978     |                      |
| 3196 Maklaj           | 1 de setembro de 1978   |                      |
| 3204 Lindgren         | 1 de setembro de 1978   |                      |
| 3213 Smolensk         | 14 de julho de 1977     |                      |
| 3224 Irkutsk          | 11 de setembro de 1977  |                      |
| 3230 Vampilov         | 8 de junho de 1972      |                      |
| 3233 Krisbarons       | 9 de setembro de 1977   |                      |
| 3234 Hergiani         | 31 de agosto de 1978    |                      |
| 3238 Timresovia       | 8 de novembro de 1975   |                      |
| 3242 Bakhchisaraj     | 22 de setembro de 1979  |                      |
| 3246 Bidstrup         | 1 de abril de 1976      |                      |
| 3261 Tvardovskij      | 22 de setembro de 1979  |                      |
| 3283 Skorina          | 27 de agosto de 1979    |                      |
| 3298 Massandra        | 21 de julho de 1979     |                      |
| 3302 Schliemann       | 11 de setembro de 1977  |                      |
| 3306 Byron            | 24 de setembro de 1979  |                      |
| 3311 Podobed          | 26 de agosto de 1976    |                      |
| 3323 Turgenev         | 22 de setembro de 1979  |                      |
| 3348 Pokryshkin       | 6 de março de 1978      |                      |
| 3349 Manas            | 23 de março de 1979     |                      |
| 3358 Anikushin        | 1 de setembro de 1978   |                      |
| 3359 Purcari          | 13 de setembro de 1978  |                      |
| 3372 Bratijchuk       | 24 de setembro de 1976  |                      |
| 3373 Koktebelia       | 31 de agosto de 1978    |                      |
| 3385 Bronnina         | 24 de setembro de 1979  |                      |
| 3399 Kobzon           | 22 de setembro de 1979  |                      |
| 3408 Shalamov         | 18 de agosto de 1977    |                      |
| 3409 Abramov          | 9 de setembro de 1977   |                      |
| 3436 Ibadinov         | 24 de setembro de 1976  |                      |
| 3444 Stepanian        | 7 de setembro de 1980   |                      |
| 3448 Narbut           | 22 de agosto de 1977    |                      |
| 3461 Mandelshtam      | 18 de setembro de 1977  |                      |
| 3466 Ritina           | 6 de março de 1975      |                      |
| 3470 Yaronika         | 6 de março de 1975      |                      |
| 3471 Amelin           | 21 de agosto de 1977    |                      |
| 3493 Stepanov         | 3 de abril de 1976      |                      |
| 3504 Kholshevnikov    | 3 de setembro de 1981   |                      |
| 3517 Tatianicheva     | 24 de setembro de 1976  |                      |
| 3518 Florena          | 18 de agosto de 1977    |                      |
| 3535 Ditte            | 24 de setembro de 1979  |                      |
| 3544 Borodino         | 7 de setembro de 1977   |                      |
| 3557 Sokolsky         | 19 de agosto de 1977    |                      |
| 3575 Anyuta           | 26 de fevereiro de 1984 |                      |
| 3576 Galina           | 26 de fevereiro de 1984 |                      |
| 3591 Vladimirskij     | 31 de agosto de 1978    |                      |
| 3599 Basov            | 8 de agosto de 1978     |                      |
| 3601 Velikhov         | 22 de setembro de 1979  |                      |
| 3618 Kuprin           | 20 de agosto de 1979    |                      |
| 3632 Grachevka        | 24 de setembro de 1976  |                      |
| 3653 Klimishin        | 25 de abril de 1979     |                      |
| 3656 Hemingway        | 31 de agosto de 1978    |                      |
| 3660 Lazarev          | 31 de agosto de 1978    |                      |
| 3661 Dolmatovskij     | 16 de outubro de 1979   |                      |
| 3710 Bogoslovskij     | 13 de setembro de 1978  |                      |
| 3723 Voznesenskij     | 1 de abril de 1976      |                      |
| 3738 Ots              | 19 de agosto de 1977    |                      |
| 3739 Rem              | 8 de setembro de 1977   |                      |
| 3762 Amaravella       | 26 de agosto de 1976    |                      |
| 3787 Aivazovskij      | 11 de setembro de 1977  |                      |
| 3799 Novgorod         | 22 de setembro de 1979  |                      |
| 3816 Chugainov        | 8 de novembro de 1975   |                      |
| 3818 Gorlitsa         | 20 de agosto de 1979    |                      |
| 3835 Korolenko        | 23 de setembro de 1977  |                      |
| 3836 Lem              | 22 de setembro de 1979  |                      |
| 3839 Bogaevskij       | 26 de julho de 1971     |                      |
| 3845 Neyachenko       | 22 de setembro de 1979  |                      |
| 3856 Lutskij          | 26 de agosto de 1976    |                      |
| 3883 Verbano          | 7 de setembro de 1972   |                      |
| 3884 Alferov          | 13 de março de 1977     |                      |
| 3885 Bogorodskij      | 25 de abril de 1979     |                      |
| 3886 Shcherbakovia    | 3 de setembro de 1981   |                      |
| 3923 Radzievskij      | 24 de setembro de 1976  |                      |
| 3942 Churivannia      | 11 de setembro de 1977  |                      |
| 3945 Gerasimenko      | 14 de agosto de 1982    |                      |
| 3965 Konopleva        | 8 de novembro de 1975   |                      |
| 3966 Cherednichenko   | 24 de setembro de 1976  |                      |
| 3986 Rozhkovskij      | 19 de setembro de 1985  |                      |
| 4009 Drobyshevskij    | 13 de março de 1977     |                      |
| 4010 Nikol'skij       | 21 de agosto de 1977    |                      |
| 4011 Bakharev         | 28 de setembro de 1978  |                      |
| 4013 Ogiria           | 21 de julho de 1979     |                      |
| 4014 Heizman          | 28 de setembro de 1979  |                      |
| 4067 Mikhel'son       | 11 de outubro 1966      |                      |
| 4074 Sharkov          | 22 de outubro de 1981   |                      |
| 4115 Peternorton      | 29 de agosto de 1982    |                      |
| 4141 Nintanlena       | 8 de agosto de 1978     |                      |
| 4165 Didkovskij       | 1 de abril de 1976      |                      |
| 4187 Shulnazaria      | 11 de abril de 1978     |                      |
| 4188 Kitezh           | 25 de abril de 1979     |                      |
| 4189 Sayany           | 22 de setembro de 1979  |                      |
| 4233 Pal'chikov       | 11 de setembro de 1977  |                      |
| 4234 Evtushenko       | 6 de maio de 1978       |                      |
| 4236 Lidov            | 23 de março de 1979     |                      |
| 4237 Raushenbakh      | 24 de setembro de 1979  |                      |
| 4271 Novosibirsk      | 3 de abril de 1976      |                      |
| 4274 Karamanov        | 6 de setembro de 1980   |                      |
| 4280 Simonenko        | 13 de agosto de 1985    |                      |
| 4306 Dunaevskij       | 24 de setembro de 1976  |                      |
| 4308 Magarach         | 9 de agosto de 1978     |                      |
| 4315 Pronik           | 24 de setembro de 1979  |                      |
| 4316 Babinkova        | 14 de outubro de 1979   |                      |
| 4389 Durbin           | 1 de abril de 1976      |                      |
| 4391 Balodis          | 21 de agosto de 1977    |                      |
| 4392 Agita            | 13 de setembro de 1978  |                      |
| 4428 Khotinok         | 18 de setembro de 1977  |                      |
| 4429 Chinmoy          | 12 de setembro de 1978  |                      |
| 4464 Vulcano          | 11 de outubro 1966      |                      |
| 4468 Pogrebetskij     | 24 de setembro de 1976  |                      |
| 4470 Sergeev-Censkij  | 31 de agosto de 1978    |                      |
| 4472 Navashin         | 15 de outubro de 1980   |                      |
| 4480 Nikitibotania    | 24 de agosto de 1985    |                      |
| 4485 Radonezhskij     | 27 de agosto de 1987    |                      |
| 4515 Khrennikov       | 28 de setembro de 1973  |                      |
| 4516 Pugovkin         | 28 de setembro de 1973  |                      |
| 4518 Raikin           | 1 de abril de 1976      |                      |
| 4519 Voronezh         | 18 de dezembro de 1976  |                      |
| 4520 Dovzhenko        | 22 de agosto de 1977    |                      |
| 4521 Akimov           | 29 de março de 1979     |                      |
| 4534 Rimskij-Korsakov | 6 de agosto de 1986     |                      |
| 4561 Lemeshev         | 13 de setembro de 1978  |                      |
| 4592 Alkissia         | 24 de setembro de 1979  |                      |
| 4618 Shakhovskoj      | 12 de setembro de 1977  |                      |
| 4619 Polyakhova       | 11 de setembro de 1977  |                      |
| 4621 Tambov           | 27 de agosto de 1979    |                      |
| 4653 Tommaso          | 1 de abril de 1976      |                      |
| 4654 Gor'kavyj        | 11 de setembro de 1977  |                      |
| 4655 Marjoriika       | 1 de setembro de 1978   |                      |
| 4657 Lopez            | 22 de setembro de 1979  |                      |
| 4658 Gavrilov         | 24 de setembro de 1979  |                      |
| 4683 Veratar          | 1 de abril de 1976      |                      |
| 4685 Karetnikov       | 27 de setembro de 1978  |                      |
| 4686 Maisica          | 22 de setembro de 1979  |                      |
| 4687 Brunsandrej      | 24 de setembro de 1979  |                      |
| 4728 Lyapidevskij     | 11 de novembro de 1979  |                      |
| 4737 Kiladze          | 24 de agosto de 1985    |                      |
| 4777 Aksenov          | 24 de setembro de 1976  |                      |
| 4780 Polina           | 25 de abril de 1979     |                      |
| 4786 Tatianina        | 13 de agosto de 1985    |                      |
| 4813 Terebizh         | 11 de setembro de 1977  |                      |
| 4814 Casacci          | 1 de setembro de 1978   |                      |
| 4852 Pamjones         | 15 de maio de 1977      |                      |
| 4869 Piotrovsky       | 26 de Outubro de 1989   |                      |
| 4882 Divari           | 21 de agosto de 1977    |                      |
| 4883 Korolirina       | 5 de setembro de 1978   |                      |
| 4884 Bragaria         | 21 de julho de 1979     |                      |
| 4920 Gromov           | 8 de agosto de 1978     |                      |
| 4935 Maslachkova      | 13 de agosto de 1985    |                      |
| 4964 Kourovka         | 21 de julho de 1979     |                      |
| 4982 Bartini          | 14 de agosto de 1977    |                      |
| 4983 Schroeteria      | 11 de setembro de 1977  |                      |
| 4986 Osipovia         | 23 de setembro de 1979  |                      |
| 5016 Migirenko        | 2 de abril de 1976      |                      |
| 5044 Shestaka         | 18 de agosto de 1977    |                      |
| 5083 Irinara          | 13 de março de 1977     |                      |
| 5084 Gnedin           | 26 de março de 1977     |                      |
| 5085 Hippocrene       | 14 de julho de 1977     |                      |
| 5086 Demin            | 5 de setembro de 1978   |                      |
| 5087 Emel'yanov       | 12 de setembro de 1978  |                      |
| 5219 Zemka            | 2 de abril de 1976      |                      |
| 5220 Vika             | 23 de setembro de 1979  |                      |
| 5222 Ioffe            | 11 de outubro de 1980   |                      |
| 5245 Maslyakov        | 1 de abril de 1976      |                      |
| 5252 Vikrymov         | 13 de agosto de 1985    |                      |
| 5269 Paustovskij      | 28 de setembro de 1978  |                      |
| 5302 Romanoserra      | 18 de dezembro de 1976  |                      |
| 5303 Parijskij        | 3 de outubro de 1978    |                      |
| 5314 Wilkickia        | 20 de setembro de 1982  |                      |
| 5319 Petrovskaya      | 15 de setembro de 1985  |                      |
| 5343 Ryzhov           | 23 de setembro de 1977  |                      |
| 5344 Ryabov           | 1 de setembro de 1978   |                      |
| 5360 Rozhdestvenskij  | 8 de novembro de 1975   |                      |
| 5411 Liia             | 2 de janeiro de 1973    |                      |
| 5413 Smyslov          | 13 de março de 1977     |                      |
| 5414 Sokolov          | 11 de setembro de 1977  |                      |
| 5415 Lyanzuridi       | 3 de outubro de 1978    |                      |
| 5455 Surkov           | 13 de setembro de 1978  |                      |
| 5456 Merman           | 25 de abril de 1979     |                      |
| 5458 Aizman           | 10 de outubro de 1980   |                      |
| 5543 Sharaf           | 3 de outubro de 1978    |                      |
| 5570 Kirsan           | 4 de abril de 1976      |                      |
| 5614 Yakovlev         | 11 de novembro de 1979  |                      |
| 5661 Hildebrand       | 14 de agosto de 1977    |                      |
| 5707 Shevchenko       | 2 de abril de 1976      |                      |
| 5714 Krasinsky        | 14 de agosto de 1982    |                      |
| 5794 Irmina           | 24 de setembro de 1976  |                      |
| 5839 GOI              | 21 de setembro de 1974  |                      |
| 5859 Ostozhenka       | 23 de março de 1979     |                      |
| 5887 Yauza            | 24 de setembro de 1976  |                      |
| 5889 Mickiewicz       | 31 de março de 1979     |                      |
| 5931 Zhvanetskij      | 1 de abril de 1976      |                      |
| 5932 Prutkov          | 1 de abril de 1976      |                      |
| 5933 Kemurdzhian      | 26 de agosto de 1976    |                      |
| 5935 Ostankino        | 13 de março de 1977     |                      |
| 5936 Khadzhinov       | 29 de março de 1979     |                      |
| 5988 Gorodnitskij     | 1 de abril de 1976      |                      |
| 5989 Sorin            | 26 de agosto de 1976    |                      |
| 5990 Panticapaeon     | 9 de março de 1977      |                      |
| 5991 Ivavladis        | 25 de abril de 1979     |                      |
| 6075 Zajtsev          | 1 de abril de 1976      |                      |
| 6164 Gerhardmuller    | 9 de setembro de 1977   |                      |
| 6165 Frolova          | 8 de agosto de 1978     |                      |
| 6167 Narmanskij       | 27 de agosto de 1979    |                      |
| 6219 Demalia          | 8 de agosto de 1978     |                      |
| 6232 Zubitskia        | 19 de setembro de 1985  | com L. I. Chernykh   |
| 6262 Javid            | 1 de setembro de 1978   |                      |
| 6356 Tairov           | 26 de agosto de 1976    |                      |
| 6357 Glushko          | 24 de setembro de 1976  |                      |
| 6358 Chertok          | 13 de janeiro de 1977   |                      |
| 6359 Dubinin          | 13 de janeiro de 1977   |                      |
| 6467 Prilepina        | 14 de outubro de 1979   |                      |
| 6536 Vysochinska      | 14 de julho de 1977     |                      |
| 6537 Adamovich        | 19 de agosto de 1979    |                      |
| 6574 Gvishiani        | 26 de agosto de 1976    |                      |
| 6575 Slavov           | 8 de agosto de 1978     |                      |
| 6576 Kievtech         | 5 de setembro de 1978   |                      |
| 6589 Jankovich        | 19 de setembro de 1985  | com L. I. Chernykh   |
| 6622 Matvienko        | 5 de setembro de 1978   |                      |
| 6683 Karachentsov     | 1 de abril de 1976      |                      |
| 6684 Volodshevchenko  | 19 de agosto de 1977    |                      |
| 6685 Boitsov          | 31 de agosto de 1978    |                      |
| 6753 Fursenko         | 14 de setembro de 1974  |                      |
| 6811 Kashcheev        | 26 de agosto de 1976    |                      |
| 6845 Mansurova        | 2 de maio de 1976       |                      |
| 7002 Bronshten        | 26 de julho de 1971     |                      |
| 7003 Zoyamironova     | 25 de setembro de 1976  |                      |
| 7008 Pavlov           | 23 de agosto de 1985    |                      |
| 7046 Reshetnev        | 20 de agosto de 1977    |                      |
| 7073 Rudbelia         | 11 de setembro de 1972  |                      |
| 7074 Muckea           | 10 de setembro de 1977  |                      |
| 7075 Sadovnichij      | 24 de setembro de 1979  |                      |
| 7106 Kondakov         | 8 de agosto de 1978     |                      |
| 7108 Nefedov          | 2 de setembro de 1981   |                      |
| 7216 Ishkov           | 21 de agosto de 1977    |                      |
| 7271 Doroguntsov      | 22 de setembro de 1979  |                      |
| 7319 Katterfeld       | 24 de setembro de 1976  |                      |
| 7322 Lavrentina       | 22 de setembro de 1979  |                      |
| 7323 Robersomma       | 22 de setembro de 1979  |                      |
| 7373 Stashis          | 27 de agosto de 1979    |                      |
| 7385 Aktsynovia       | 22 de outubro de 1981   |                      |
| 7394 Xanthomalitia    | 18 de agosto de 1985    |                      |
| 7451 Verbitskaya      | 8 de agosto de 1978     |                      |
| 7452 Izabelyuria      | 31 de agosto de 1978    |                      |
| 7453 Slovtsov         | 5 de setembro de 1978   |                      |
| 7509 Gamzatov         | 9 de março de 1977      |                      |
| 7628 Evgenifedorov    | 19 de agosto de 1977    |                      |
| 7629 Foros            | 19 de agosto de 1977    |                      |
| 7725 Sel'vinskij      | 11 de setembro de 1972  |                      |
| 7727 Chepurova        | 8 de março de 1975      |                      |
| 7729 Golovanov        | 24 de agosto de 1977    |                      |
| 7910 Aleksola         | 1 de abril de 1976      |                      |
| 7912 Lapovok          | 8 de agosto de 1978     |                      |
| 7924 Simbirsk         | 6 de agosto de 1986     | com L. I. Chernykh   |
| 7976 Pinigin          | 21 de agosto de 1977    |                      |
| 7980 Senkevich        | 3 de outubro de 1978    |                      |
| 8062 Okhotsymskij     | 13 de março de 1977     |                      |
| 8064 Lisitsa          | 1 de setembro de 1978   |                      |
| 8065 Nakhodkin        | 31 de março de 1979     |                      |
| 8141 Nikolaev         | 20 de setembro de 1982  |                      |
| 8150 Kaluga           | 24 de agosto de 1985    |                      |
| 8246 Kotov            | 20 de agosto de 1979    |                      |
| 8248 Gurzuf           | 14 de outubro de 1979   |                      |
| 8321 Akim             | 13 de março de 1977     |                      |
| 8322 Kononovich       | 5 de setembro de 1978   |                      |
| 8339 Kosovichia       | 15 de setembro de 1985  |                      |
| 8446 Tazieff          | 28 de setembro de 1973  |                      |
| 8449 Maslovets        | 13 de março de 1977     |                      |
| 8450 Egorov           | 19 de agosto de 1977    |                      |
| 8451 Gaidai           | 11 de setembro de 1977  |                      |
| 8470 Dudinskaya       | 17 de setembro de 1982  |                      |
| 8475 Vsevoivanov      | 13 de agosto de 1985    |                      |
| 8609 Shuvalov         | 22 de agosto de 1977    |                      |
| 8635 Yuriosipov       | 13 de agosto de 1985    |                      |
| 8781 Yurka            | 1 de abril de 1976      |                      |
| 8783 Gopasyuk         | 13 de março de 1977     |                      |
| 8785 Boltwood         | 5 de setembro de 1978   |                      |
| (8805) 1981 UM11      | 22 de outubro de 1981   |                      |
| 8806 Fetisov          | 22 de outubro de 1981   |                      |
| 8983 Rayakazakova     | 13 de março de 1977     |                      |
| 8984 Derevyanko       | 22 de agosto de 1977    |                      |
| 8985 Tula             | 9 de agosto de 1978     | com L. I. Chernykh   |
| 9145 Shustov          | 1 de abril de 1976      |                      |
| 9148 Boriszaitsev     | 13 de março de 1977     |                      |
| 9155 Verkhodanov      | 18 de setembro de 1982  |                      |
| 9263 Khariton         | 24 de setembro de 1976  |                      |
| 9535 Plitchenko       | 22 de outubro de 1981   |                      |
| 9549 Akplatonov       | 19 de setembro de 1985  | com L. I. Chernykh   |
| 9717 Lyudvasilia      | 24 de setembro de 1976  |                      |
| (9733) 1985 SC3       | 19 de setembro de 1985  | com L. I. Chernykh   |
| 9915 Potanin          | 8 de setembro de 1977   |                      |
| 9916 Kibirev          | 3 de outubro de 1978    |                      |
| 9932 Kopylov          | 23 de agosto de 1985    |                      |
| 9933 Alekseev         | 19 de setembro de 1985  | com L. I. Chernykh   |
| 10005 Chernega        | 24 de setembro de 1976  |                      |
| 10010 Rudruna         | 9 de agosto de 1978     | com L. I. Chernykh   |
| 10011 Avidzba         | 31 de agosto de 1978    |                      |
| 10012 Tmutarakania    | 3 de setembro de 1978   | com L. G. Karachkina |
| 10022 Zubov           | 22 de setembro de 1979  |                      |
| 10263 Vadimsimona     | 24 de setembro de 1976  |                      |
| 10264 Marov           | 8 de agosto de 1978     |                      |
| 10269 Tusi            | 24 de setembro de 1979  |                      |
| 10452 Zuev            | 25 de setembro de 1976  |                      |
| 10456 Anechka         | 8 de agosto de 1978     |                      |
| 10457 Suminov         | 31 de agosto de 1978    |                      |
| 10481 Esipov          | 23 de agosto de 1982    |                      |
| 10670 Seminozhenko    | 14 de agosto de 1977    |                      |
| 10671 Mazurova        | 11 de setembro de 1977  |                      |
| 10672 Kostyukova      | 31 de agosto de 1978    |                      |
| 10681 Khture          | 14 de outubro de 1979   |                      |
| 10718 Samus'          | 23 de agosto de 1985    |                      |
| 10990 Okunev          | 28 de setembro de 1973  |                      |
| 10991 Dulov           | 14 de setembro de 1974  |                      |
| 11003 Andronov        | 14 de outubro de 1979   |                      |
| 11011 KIAM            | 22 de outubro de 1981   |                      |
| 11015 Romanenko       | 17 de setembro de 1982  |                      |
| 11257 Rodionta        | 3 de outubro de 1978    |                      |
| 11264 Claudiomaccone  | 16 de outubro de 1979   |                      |
| (11444) 1978 QA2      | 31 de agosto de 1978    |                      |
| 11785 Migaic          | 2 de janeiro de 1973    |                      |
| 11786 Bakhchivandji   | 19 de agosto de 1977    |                      |
| 11787 Baumanka        | 19 de agosto de 1977    |                      |
| (11788) 1977 QN2      | 21 de agosto de 1977    |                      |
| 11790 Goode           | 1 de setembro de 1978   |                      |
| 12185 Gasprinskij     | 24 de setembro de 1976  |                      |
| 12187 Lenagoryunova   | 11 de setembro de 1977  |                      |
| 12189 Dovgyj          | 5 de setembro de 1978   |                      |
| 12670 Passargea       | 22 de setembro de 1979  |                      |
| 12674 Rybalka         | 7 de setembro de 1980   |                      |
| (12975) 1973 SY5      | 28 de setembro de 1973  |                      |
| 12976 Kalinenkov      | 26 de agosto de 1976    |                      |
| 13005 Stankonyukhov   | 18 de setembro de 1982  |                      |
| 13009 Voloshchuk      | 13 de agosto de 1985    |                      |
| 13480 Potapov         | 9 de agosto de 1978     | com L. I. Chernykh   |
| (13482) 1979 HN5      | 25 de abril de 1979     |                      |
| 13906 Shunda          | 20 de agosto de 1977    |                      |
| 13922 Kremenia        | 19 de setembro de 1985  | com L. I. Chernykh   |
| 14317 Antonov         | 8 de agosto de 1978     |                      |
| 14322 Shakura         | 22 de dezembro de 1978  |                      |
| (14335) 1981 RR3      | 3 de setembro de 1981   |                      |
| (14346) 1985 QG5      | 23 de agosto de 1985    |                      |
| (14794) 1976 SD5      | 24 de setembro de 1976  |                      |
| 15673 Chetaev         | 8 de agosto de 1978     |                      |
| (15695) 1985 RJ5      | 11 de setembro de 1985  |                      |
| (16356) 1976 GV2      | 1 de abril de 1976      |                      |
| (16358) 1976 YN7      | 20 de dezembro de 1976  |                      |
| 16407 Oiunskij        | 19 de setembro de 1985  | com L. I. Chernykh   |
| 17354 Matrosov        | 13 de março de 1977     |                      |
| 17356 Vityazev        | 9 de agosto de 1978     |                      |
| 18301 Konyukhov       | 27 de agosto de 1979    |                      |
| 19081 Mravinskij      | 22 de setembro de 1973  |                      |
| 19082 Vikchernov      | 26 de agosto de 1976    |                      |
| 19096 Leonfridman     | 14 de outubro de 1979   |                      |
| (19915) 1974 RX1      | 14 de setembro de 1974  |                      |
| 19916 Donbass         | 26 de agosto de 1976    |                      |
| 20963 Pisarenko       | 19 de agosto de 1977    |                      |
| (22249) 1972 RF2      | 11 de setembro de 1972  |                      |
| (22254) 1978 TV2      | 3 de outubro de 1978    |                      |
| (23406) 1977 QO3      | 23 de agosto de 1977    |                      |
| (23409) 1978 QF1      | 31 de agosto de 1978    |                      |
| (23410) 1978 QK2      | 31 de agosto de 1978    |                      |
| (24605) 1975 VZ8      | 8 de novembro de 1975   |                      |
| (24607) 1977 PC1      | 14 de agosto de 1977    |                      |
| (24608) 1977 SL       | 18 de setembro de 1977  |                      |
| (24647) 1985 QL5      | 23 de agosto de 1985    |                      |
| 24648 Evpatoria       | 19 de setembro de 1985  | com L. I. Chernykh   |
| 24649 Balaklava       | 19 de setembro de 1985  | com L. I. Chernykh   |
| (26075) 1978 PA3      | 8 de agosto de 1978     |                      |
| (26793) 1977 AC2      | 13 de janeiro de 1977   |                      |
| (27658) 1978 RV       | 1 de setembro de 1978   |                      |
| (29080) 1978 RK       | 1 de setembro de 1978   |                      |
| (30722) 1978 RN5      | 6 de setembro de 1978   |                      |
| (32734) 1978 RM       | 1 de setembro de 1978   |                      |
| (37530) 1977 RP7      | 11 de setembro de 1977  |                      |
| 37556 Svyaztie        | 28 de agosto de 1982    | com Brian Marsden    |
| (39509) 1981 US11     | 22 de outubro de 1981   |                      |
| (48410) 1985 QJ5      | 23 de agosto de 1985    |                      |
| (52231) 1978 RX1      | 5 de setembro de 1978   |                      |
| (52263) 1985 QD6      | 24 de agosto de 1985    |                      |
| (69259) 1982 ST7      | 18 de setembro de 1982  |                      |
| (73638) 1975 VC9      | 8 de novembro de 1975   |                      |